# Irène Jacob
Irène Jacob  (París, Alts del Sena, 15 de juliol de 1966) és una actriu francosuïssa. Premi a la interpretació femenina al Festival de Canes 1991 pel seu paper a La Double Vie de Véronique.

## Biografia
Irène Jacob va néixer a París. Quan tenia tres anys la seva família es va traslladar a Ginebra, on el seu pare, Maurice Jacob -físic teòric-, treballava d'investigador al CERN. Als divuit anys tornà a París, on es va dedicar al teatre. El seu debut en el cinema va ser interpretant una professora de piano a la pel·lícula Au revoir les enfants, dirigida per Louis Malle el 1987.
| «             | “El meu primer paper a la pel·lícula Au revoir les enfants, de Louis Malle, el vaig fer perquè sabia tocar el piano. Havia d'interpretar el Rondo Capriccioso, de Camille Saint-Saëns.” | » |
| — Irène Jacob | |   |

El 1991, el realitzador polonès Krzysztof Kieslowski la va escollir per al paper principal de la seva pel·lícula La double vie de Véronique', on explica les vides paral·leles de dues dones, una a França i l'altra a Polònia, pel qual va obtenir el premi a la millor interpretació femenina del Festival de Canes. Kieslowski li va donar també el paper principal de Valentine, estudiant i model a Tres colors: Vermell, al costat del jutge retirat interpretat per Jean-Louis Trintignant dins la seva trilogia Trois Couleurs.
Ha participat en films de directors internacionals i de prestigi com Michelangelo Antonioni, Wim Wenders (Al di là delle nuvole, 1995, coprotagonitzada amb John Malkovich, Sophie Marceau i Vincent Perez), Theo Angelopoulos (Trilogia II: I skoni tou hronou, 2008) o Claude Lelouch (Salaud, on t'aime, 2014) i pel·lícules nord-americanes com Incognito (1997); US Marshals (1998), protagonitzada per Wesley Snipes i Tommy Lee Jones; La gran roda del poder (1999), amb William Hurt.
El 2005 va rodar a Catalunya (al municipi de Viladrau) La educación de las hadas, pel·lícula que el director José Luis Cuerda va situar al Montseny i que narra la història d'una parella amb un fill que després d'anys d'idíl·lica convivència veuen com Ingrid (Irène Jacob) decideix marxar. El nen creu que només una fada (la cantant Bebe) pot salvar el matrimoni dels seus pares.
Està casada amb l'actor Jérôme Kircher, amb qui ha tingut dos fills.

### Cantant
Jacob va llançar el seu primer àlbum el 2011, titulat Je sais nager, amb una veu pròxima, càlida i d'acurat instint melòdic entre el jazz i la bossa nova que va compondre conjuntament amb el seu germà guitarrista Francis Jacob. Els temes del disc es refereixen a les coses banals del dia a dia que poden resultar extraordinàries, com el fet de recordar que saps nedar, que li dona el títol. Van actuar a Barcelona el novembre del 2012 a la sala Luz de Gas participant en el cartell del Festival de Jazz de Barcelona.
| «             | “La música és una part important de la meva carrera” | » |
| — Irène Jacob |                                                      |   |

## Filmografia
- Au revoir les enfants, de Louis Malle (1987).
- La bande des quatre, de Jacques Rivette (1989).
- Erreur de jeunesse, de Radovan Tadic (1989).
- Les mannequins d'osier, de Francis de Gueltz (1989).
- La veillée, de Samy Pavel (1990)
- La double vie de Véronique, de Krzysztof Kieślowski (1991).
- Le Secret de Sarah Tombelaine, de Daniel Lacambre (1991).
- Enak, de Slawomir Idziakl (1992)
- Claude, de Cindy Lou Johnson (1993).
- The Secret Garden, d'Agnieszka Holland (1993).
- Predskazaniye, d'Eldar Ryazanov (1993).
- Tres colors: Vermell, de Krzysztof Kieślowski (1994).[16]
- Fugueuses, de Nadine Trintignant (1995).
- Al di là delle nuvole, de Michelangelo Antonioni i Wim Wenders (1995).
- All Men are Mortal, d'Ate de Jong (1995).
- Otel·lo (Othello), d'Oliver Parker (1995).
- Victory, de Mark Peploe (1996).
- Incognito, de John Badham (1997)
- U. S. Marshals, de Stuart Baird (1998).
- American cuisine (Cuisine américaine), de Jean-Yves Pitoun (1998).
- Jack's potes, d'Eric Théobald (1998) curtmetratge.
- La gran roda del poder, de George Hicklenlooper (1999).[17]
- My Life So Far, de Hugh Hudson (1999).
- History Is Made at Night, d'Ilka Jarvilaturi (1999).
- Cuisine chinoise, de Frédérique Feder (1999) curtmetratge.
- L'affaire Marcorelle, de Serge Le Péron (2000).
- Londinium, de Mike Binder (2001).
- Lettre d'une inconnue, de Jacques Deray (2001) telefilm.
- Mille millièmes, de Rémi Waterhouse (2002).
- Nés de la mère du monde, de Denise Chalem (2003) telefilm.
- La Légende de Parva, de Jean Cubaud (2003). Veu de la mare de Parva
- The Pornographer, A Love Story, d'Allan Wade (2004).
- Automne, de Ra'up McGee (2004).
- Nouvelle-France, de Jean Beaudin (2004).
- La educación de las hadas, de José Luis Cuerda (2006).
- The Inner Life of Martin Frost, de Paul Auster (2007).
- Nessuna qualità agli eroi, de Paolo Franchi (2007).
- Faits divers, de Bill Barluet (2007) curtmetratge.
- Trilogia II: I skoni tou hronou, de Theodoros Angelopoulos (2008).
- Els guapos, de Riad Sattouf (2009)[18]
- Déchaînées, de Raymond Vouillamoz (2009)
- Rio Sex Comedy, de Jonathan Nossiter (2010)
- La solitude du pouvoir, de Josée Dayan (2011) telefilm .
- Le clan des Lanzac, de Josée Dayan (2013) telefilm .
- Salaud, on t'aime, de Claude Lelouch (2014).
- L'art de la fugue, de Brice Cauvin (2014).
- Dying of the Light, de Paul Schrader (2014).
- Arnaud fait son 2e film, de Arnaud Viard (2015).

## Teatre
En la seva faceta com a actriu de teatre ha interpretat diversos papers, entre altres a les obres:
- 1991: Le Misanthrope, de Molière, dirigida per Christian Rist
- 2002: La Mouette, d'Anton Tchekhov, dirigida per Philippe Calvario
- 2008: Rêve d'automne, de Jon Fosse.
- 2010: Je l'aimais, d'Anna Gavalda, dirigida per Patrice Leconte.[20]
- 2013: Tout va bien en Amérique, de Benoît Delbecq i David Lescot,

## Premis i Nominacions

### Premis
- 1991: Premi a la interpretació femenina (Festival de Canes) per La double vie de Véronique

### Nominacions
- 1992: César a la millor actriu per La double vie de Véronique
- 1995: César a la millor actriu per Tres colors: Vermell
- 1995: BAFTA a la millor actriu per Tres colors: Vermell[21]